# Cosolapa Caracol
Cosolapa Caracol är en ort i Mexiko.   Den ligger i kommunen San Miguel Soyaltepec och delstaten Oaxaca, i den sydöstra delen av landet, 300 km öster om huvudstaden Mexico City. Cosolapa Caracol ligger 36 meter över havet och antalet invånare är 394.
Terrängen runt Cosolapa Caracol är platt åt nordost, men åt sydväst är den kuperad. Runt Cosolapa Caracol är det ganska tätbefolkat, med 100 invånare per kvadratkilometer. Närmaste större samhälle är Isla Soyaltepec, 12,7 km sydväst om Cosolapa Caracol. Trakten runt Cosolapa Caracol består till största delen av jordbruksmark.